# Elezioni presidenziali in Togo del 2010
Le elezioni presidenziali in Togo del 2010 si tennero il 4 marzo.

## Risultati
| Candidati                  | Partiti                                                   | Voti      | %     |
| -------------------------- | --------------------------------------------------------- | --------- | ----- |
| Faure Gnassingbé           | Raggruppamento del Popolo Togolese                        | 1 242 409 | 60,89 |
| Jean-Pierre Fabre          | Unione delle Forze per il Cambiamento                     | 692 554   | 33,94 |
| Yawovi Agboyibo            | Comitato d'Azione per il Rinnovamento                     | 60 370    | 2,96  |
| Agbéyomé Kodjo             | Organizzazione per Costruire nell'Unione un Togo Solidale | 17 393    | 0,85  |
| Brigitte Adjamagbo-Johnson | Convenzione Democratica dei Popoli Africani               | 13 452    | 0,66  |
| Bassabi Kagbara            | Partito Democratico Panafricano                           | 8 341     | 0,41  |
| Nicolas Lawson             | Partito per il Rinnovamento e la Redenzione               | 6 027     | 0,30  |
| Totale                     | Totale                                                    | 2 040 546 | 100   |